# Bajánsenye
Bajánsenye (vyslovováno [bajánšeně]) je vesnice v Maďarsku v župě Vas, spadající pod okres Körmend. Nachází se těsně u slovinských hranic, asi 4 km jihozápadně od Őriszentpéteru. V roce 2015 zde žilo 487 obyvatel, z nichž jsou 89,9 % Maďaři, 1 % Němci a 0,4 % Slovinci.
Sousedními vesnicemi jsou slovinský Hodoš, Kercaszomor, Kerkáskápolna a slovinský Krplivnik, sousedním městem Őriszentpéter. Velice blízko je hraniční přechod na Slovinsko, Bajánsenye-Hodoš.